# Philippe Poissonnier
Philippe Poissonnier (Armentières, 7 giugno 1951) è un ex ciclista su strada francese, professionista dal 1981 al 1988. Nel 1985 partecipò e portò a termine tutti e tre i Grandi giri.

## Palmares
- 1979 (dilettanti)

Grand Prix des Flandres françaises
- 1980 (dilettanti)

Prologo Circuit des Ardennes (cronometro)
- 1982 (Safir, una vittoria)

6ª tappa Deutschland Tour (Boppard > Krefeld)

### Altri successi
- 1983 (Safir)

Lommel-Lutlommel

## Piazzamenti

### Grandi Giri
- Giro d'Italia

1985: 90º
- Tour de France

1985: 86º
- Vuelta a España

1982: 45º
1983: 58º
1985: 66º
1982: 105º

### Classiche monumento
- Milano-Sanremo

1983: 83º
1986: 95º
- Parigi-Roubaix

1982: 34º
- Liegi-Bastogne-Liegi

1983: 74º